# 中流作業

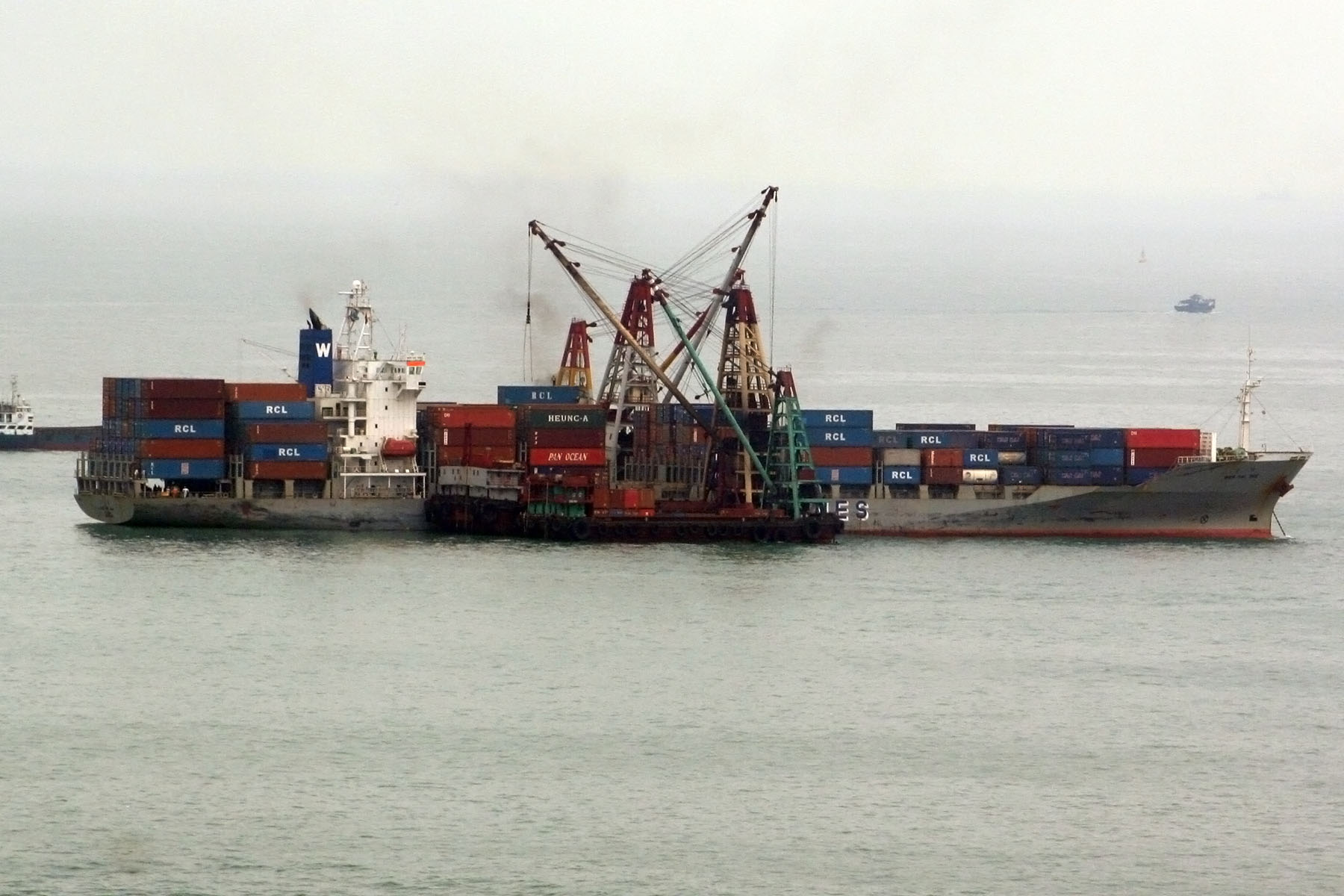
在南丫島附近繫泊區進行中流作業的船隻，帶起重機的小型躉船將貨櫃從貨櫃船上卸載。

中流作業（英文：Mid-stream operation）是指船隻不透過貨櫃碼頭，而直接在貨船上分派貨櫃，並利用躉船將貨櫃運送到附近的中流作業區起卸。在香港，中流作業區包括公眾貨物起卸區以及私營倉庫碼頭。中流作業在現時除了香港以外，基本上已經式微。

## 香港的中流作業
香港的中流作業還能夠保存下來，主要由於香港可用的陸地較少，而貨櫃碼頭的泊運費用也十分昂貴。為節省成本，以及避免貨物在運輸途中走過擠塞的大街造成貨運的延誤，中流作業在香港仍然十分蓬勃。
香港的商業機構集中在香港島的中環和灣仔，貨櫃碼頭則在新界的葵涌。現時香港島的對外交通主要依靠三條過海隧道，但三條隧道調整收費前，不是收費昂貴，就是經常擠塞。為免因為交通擠塞而造成貨運延誤，不少公司都願意採用中流作業方式，在船上裝卸貨櫃後，利用躉船或駁艇運到中流作業區，再以貨車或貨櫃車運走貨物。雖然貨物裝卸因此過程比較長，但可以省卻高昂的貨櫃碼頭泊位費，以及避免因交通阻塞而造成的延誤。

## 中流裝卸作業
中國大陸跟台灣的物流不能直接互通，所以由香港作中途交收，因此也多了不少「中流裝卸作業」。貨櫃輪到香港，只泊浮筒，不靠岸，由香港駁船出海前往該貨櫃輪收貨，再轉送個別貨櫃櫃到：
1. 第二程船，運回中國大陸。
2. 貨櫃場或駁船碼頭等待二程船的船期到。
3. 火車站碼頭，轉乘火車，運回中國大陸。
4. 公眾貨物起卸區或私營倉庫碼頭，轉乘中港跨境貨車，運回中國大陸。

中流裝卸作業的物流方向也有相反流，即是由中國大陸的貨櫃，經火車、中港跨境貨車或中國貨櫃輪到香港，再經駁船轉送至台灣貨櫃船，作二程運輸回台灣也有不少。
由於中港鐵路貨運在靈活性、時間及成本上均被水路和道路給比下去，2000年代，中方以鐵路進行的中流裝卸作業大幅減少，隨著鐵路貨運於中港跨境貨運市場的佔有率急劇下降，港鐵的貨運業務於2010年6月15日停止營運。

## 中流作業（連環圖）

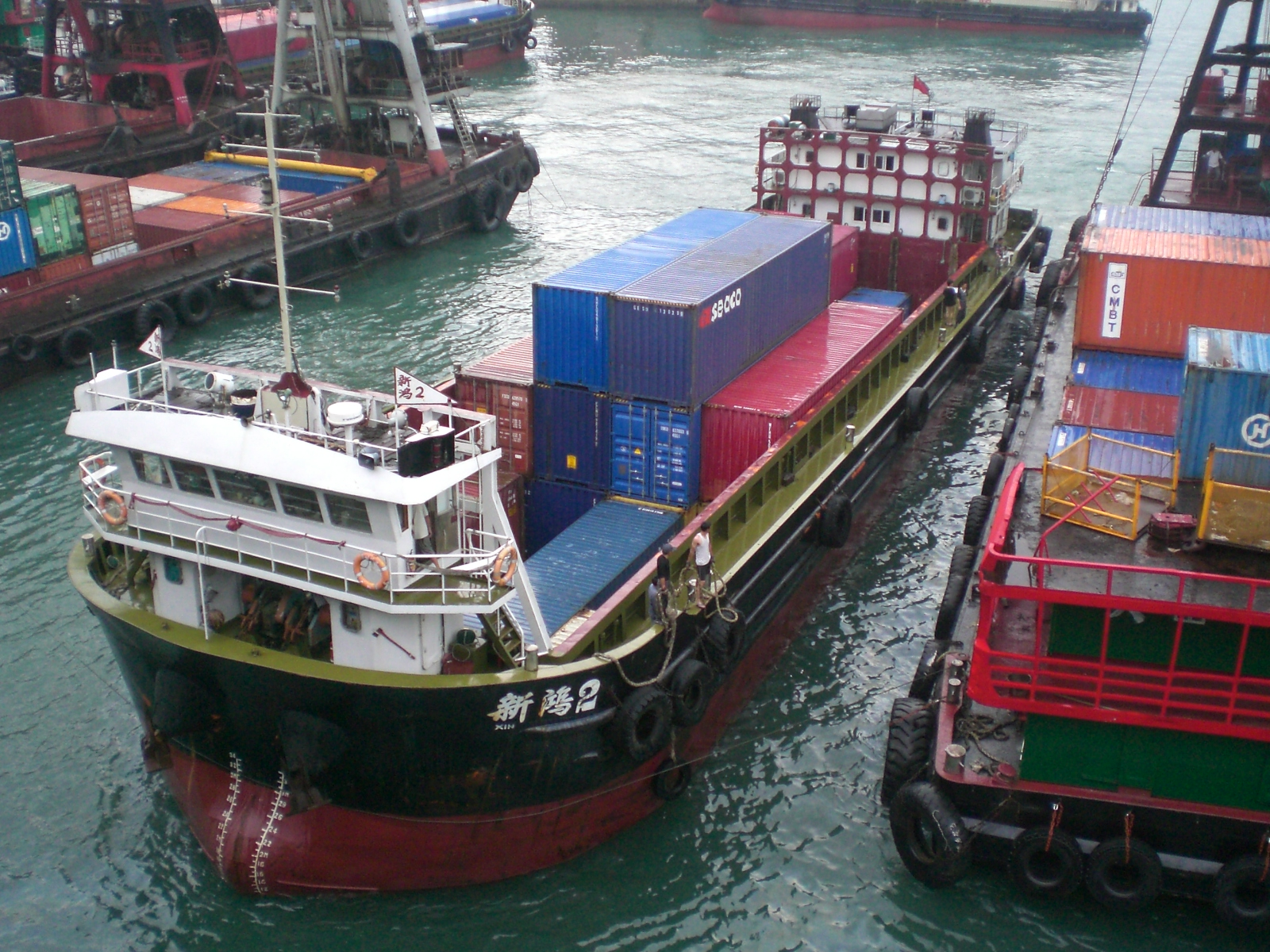
圖一
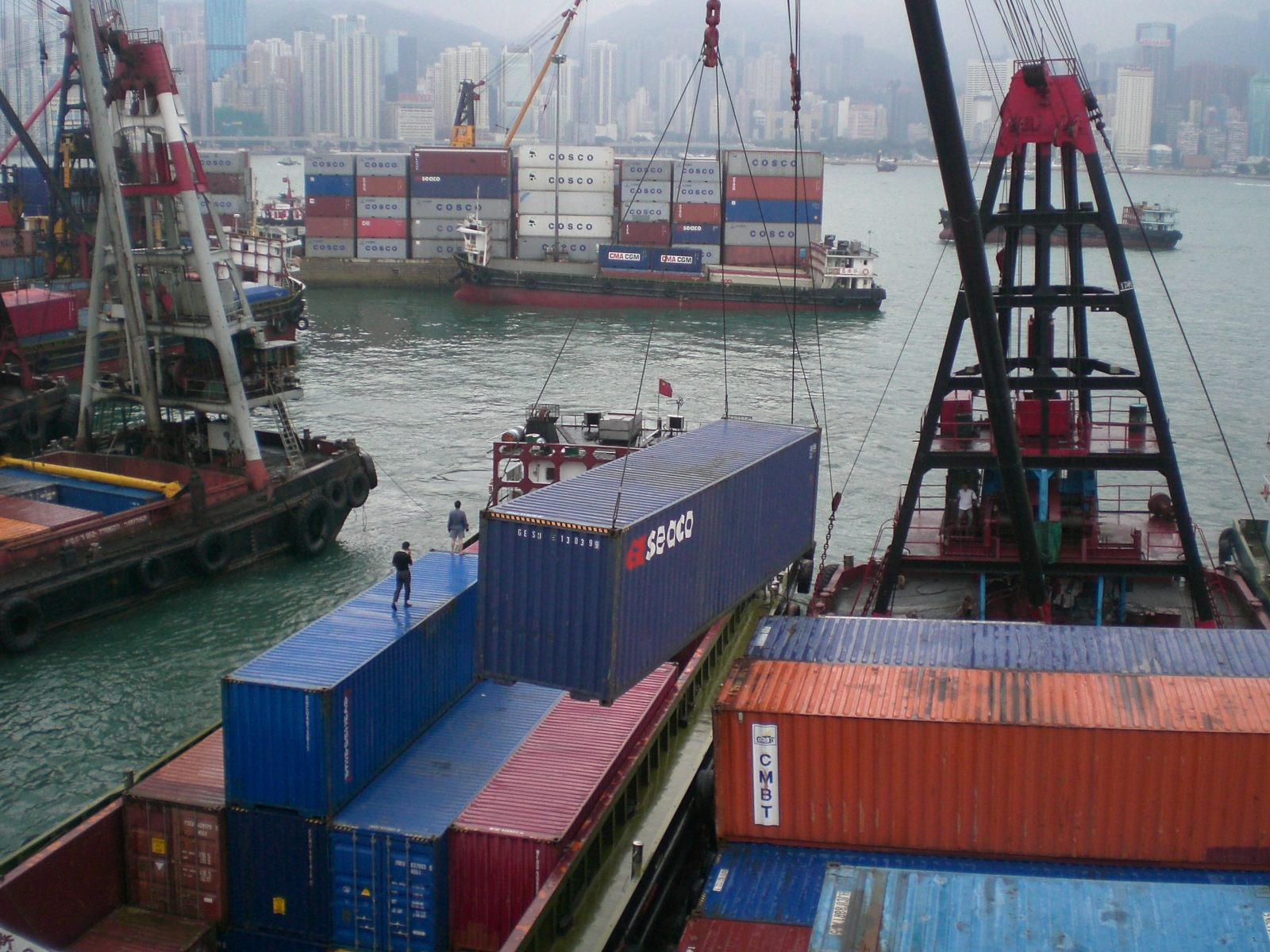
圖二
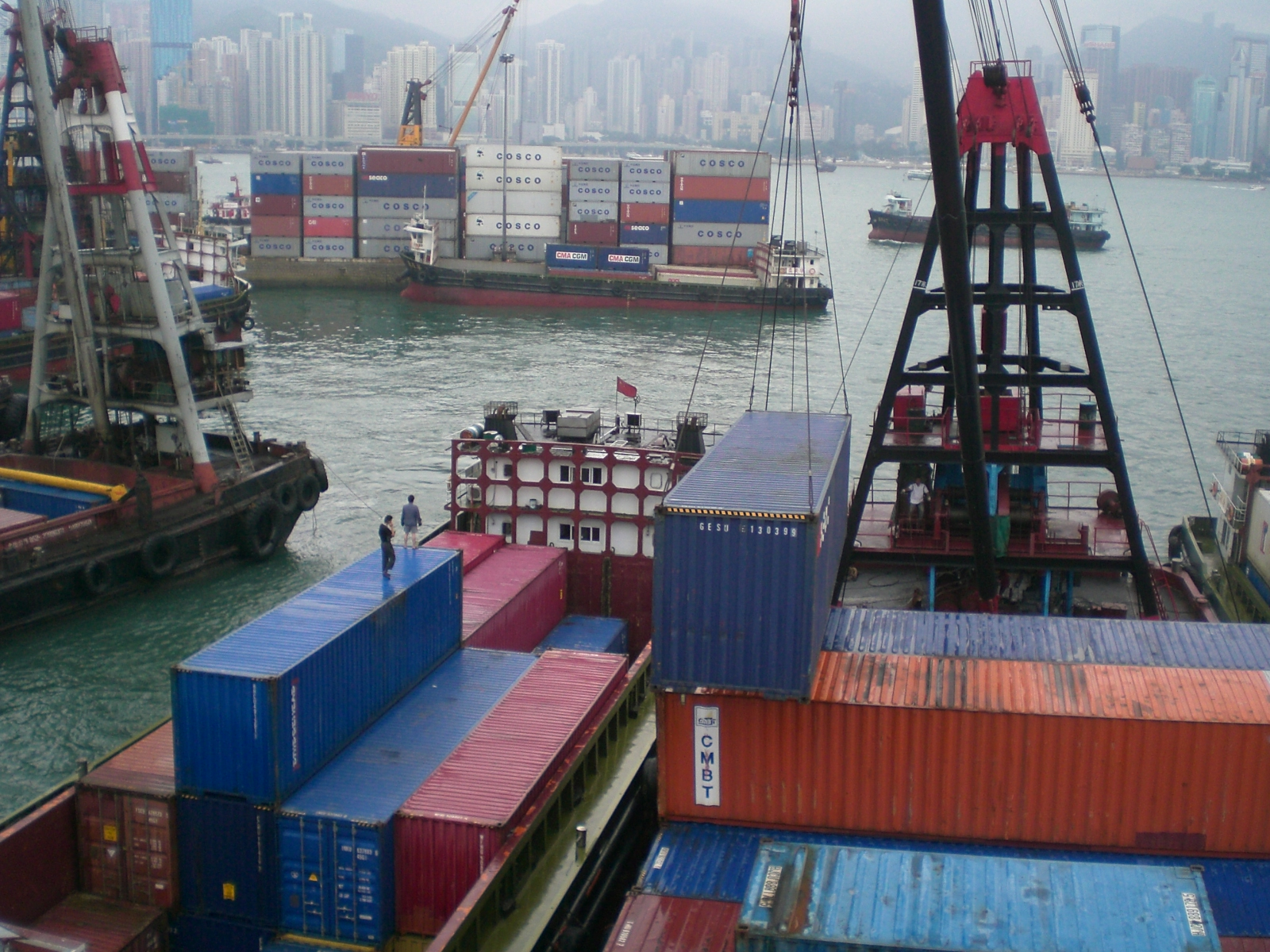
圖三
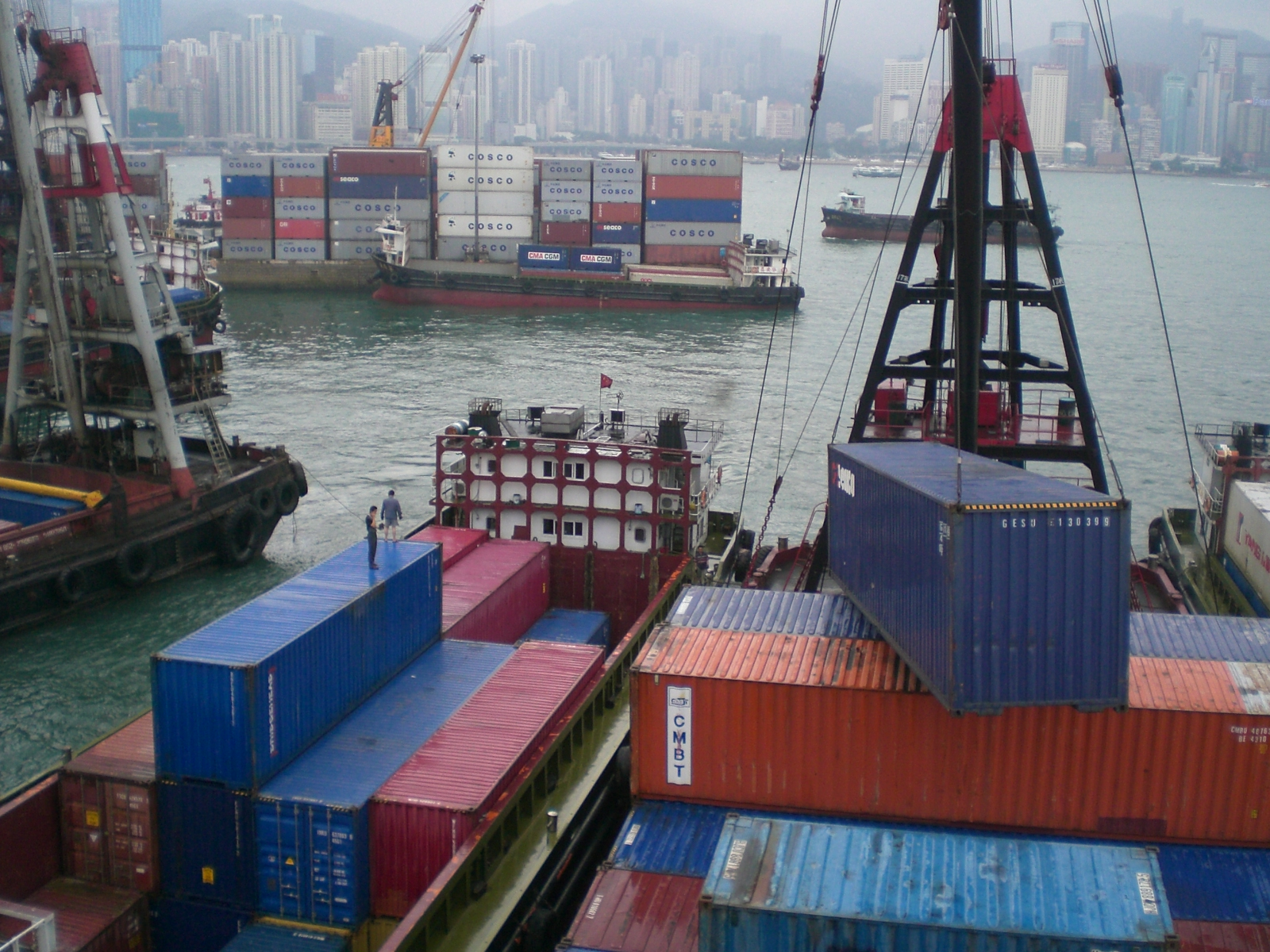
圖四

## 外部連結
- 香港港口發展局─中流作業區
- 原櫃在香港轉二程船，中流裝卸作業（页面存档备份，存于）